# 出早比売命
伊都速比売命（いつはやひめのみこと）は、長野県諏訪地方の民間伝承（諏訪信仰）の女神。

## 概要
伊都速比売命または出早比売命と表記され、会津比売神の別名ともされる。
諏訪大社の祭神建御名方神の御子神出早雄命の娘。諏訪固有の神とされるが、阿波国の式内社「天村雲伊自波夜比売神社二座」に比定される天村雲神社の祭神に伊志波夜比売命（いじはやひめのみこと）がある。この神について『大日本神祇誌』では「建御名方命の孫にあたる出速雄命の女であり、天村雲命の妃である」としており、『大日本地名辞書』には「信濃諏訪系に建御名方命の御子　出速雄命の女に　出速姫命あるは、伊自波夜比売神に由あり」とする。
これについて『修補諏訪氏系図』では「（前略）按伊都速、伊自波夜、音訓相通ズ真ニ同神ナルベシ、而シテ天香語山命ハ越ノ国ヲ鎮護シ出速雄命ハ信濃国ヲ経営ス其ノ境相接スル等ノ縁由ヲ以テ其ノ婚約ヲ結合セシニヤ、自然投合ノ契約ト云フベシ」と結論づけている。

## 系譜

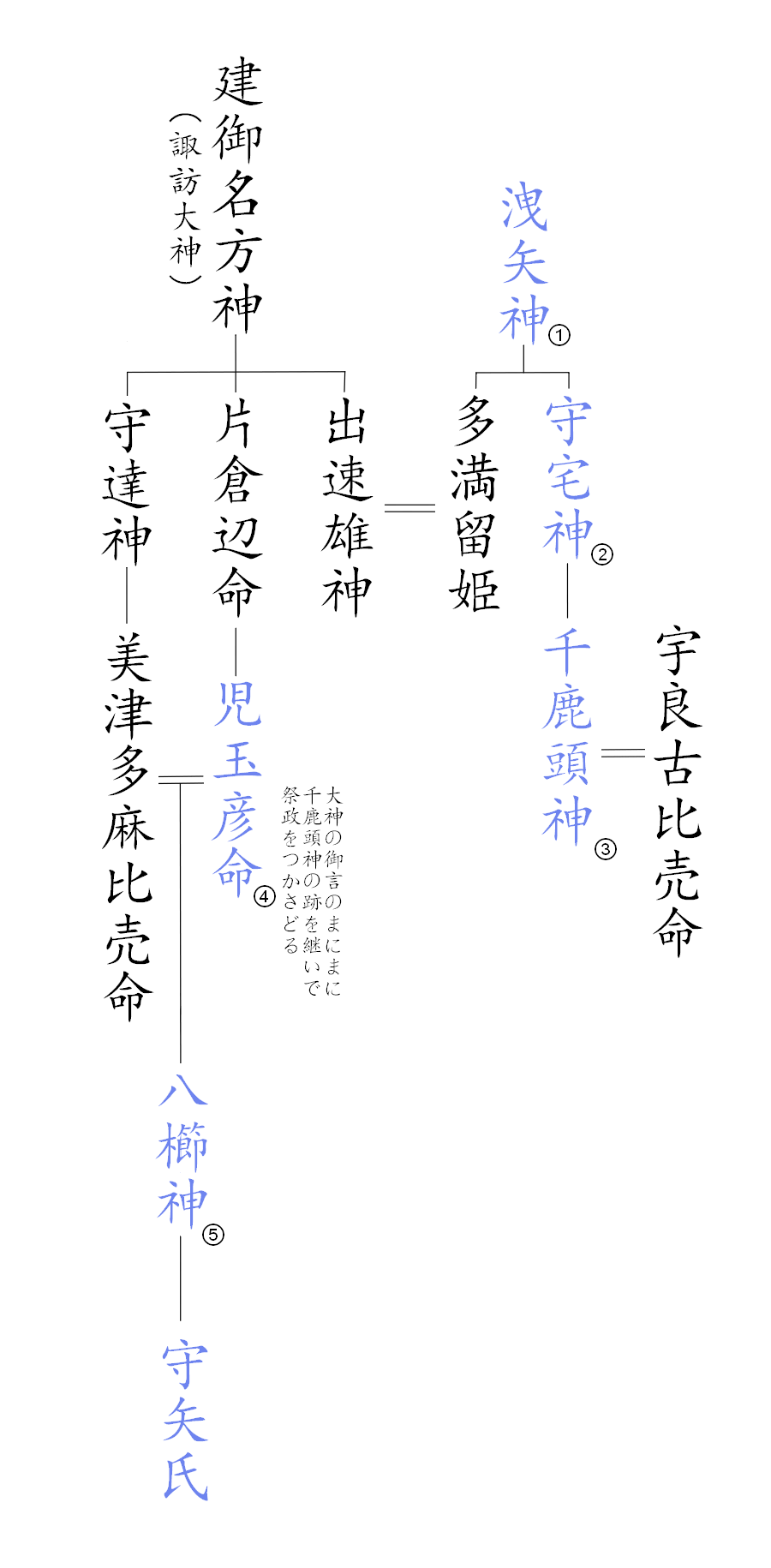
守矢氏の最初の五代
（洩矢神から八櫛神まで）

建御名方神と八坂刀売神との間に生まれた二十二柱（異説有り）の御子神の一柱伊豆速男命が、洩矢神の娘多満留姫を娶って生んだ神。可毛羽神、若木比売神、草奈井比売神、佐和恵多良六老彦神等の兄妹がいる。
大日本神祇誌には天村雲命と妃とする。

## 祀る神社
- 天村雲神社